# زرقا (اردن)
زرقاء (به عربی: الزرقاء) یک شهر در اردن است که در استان زرقاء واقع شده‌است.

## خصوصیات
زرقاء ۶۰ کیلومترمربع مساحت و ۴۸۱٬۳۰۰ نفر جمعیت دارد و ۶۱۹ متر بالاتر از سطح دریا واقع شده‌است.

## خواهرخوانده
شهر وهران، الجزایر خواهرخواندهٔ زرقاء هست.